# چگالی نسبی
چگالی نسبی(به انگلیسی: Relative density) یا گرانی ویژه (به انگلیسی: specific gravity) کمیتی بدون بعد است که به صورت نسبت چگالی ماده مورد نظر به چگالی ماده مرجع تعریف می‌شود. ماده مرجع می‌تواند هر ماده ای تعریف شود اما برای مایعات معمولاً آب در چگال‌ترین حالت (در دمای ۴ درجه سلسیوس یا ۳۹٫۲ درجه فارنهایت)و برای گازها معمولاً هوا در دمای اتاق (۲۰ درجه سلسیوس یا ۶۸ درجه فارنهایت) به عنوان ماده مرجع انتخاب می‌شود.